# Kanton Chemillé-en-Anjou
Der Kanton Chemillé-en-Anjou (früher Chemillé-Melay) ist seit 2015 ein französischer Kanton im Département Maine-et-Loire und in der Region Pays de la Loire; sein Hauptort ist Chemillé-Melay in der Commune nouvelle Chemillé-en-Anjou.

## Gemeinden
Der Kanton besteht aus sieben Gemeinden mit insgesamt 38.545 Einwohnern (Stand: 1. Januar 2022) auf einer Gesamtfläche von 548,66 km²:
| Gemeinde                 | Einwohner 1. Januar 2022 | Fläche km² | Dichte Einw./km² | Code INSEE | Postleitzahl               | Arrondissement |
| ------------------------ | ------------------------ | ---------- | ---------------- | ---------- | -------------------------- | -------------- |
| Aubigné-sur-Layon        | 349                      | 5,32       | 66               | 49012      | 49540                      | Angers         |
| Beaulieu-sur-Layon       | 1.346                    | 12,78      | 105              | 49022      | 49750                      | Angers         |
| Bellevigne-en-Layon      | 5.874                    | 94,37      | 62               | 49345      | 49380, 49750               | Angers         |
| Chemillé-en-Anjou        | 21.550                   | 323,98     | 67               | 49092      | 49120, 49310, 49670, 49750 | Cholet         |
| Mozé-sur-Louet           | 2.033                    | 25,53      | 80               | 49222      | 49610                      | Angers         |
| Terranjou                | 3.885                    | 57,05      | 68               | 49086      | 49540, 49380               | Angers         |
| Val-du-Layon             | 3.508                    | 29,63      | 118              | 49292      | 49540                      | Angers         |
| Kanton Chemillé-en-Anjou | 38.545                   | 548,66     | 70               | 4911       | –                          | –              |

Bis zur landesweiten Neugliederung der Kantone 2015 bestand der Kanton Chemillé-en-Anjou aus neun Gemeinden: La Chapelle-Rousselin, Chemillé-Melay (Hauptort), Cossé-d’Anjou, La Jumellière, Neuvy-en-Mauges, Sainte-Christine, Saint-Georges-des-Gardes, Saint-Lézin und La Tourlandry.

## Veränderungen im Gemeindebestand
2017: Fusion Chavagnes, Notre-Dame-d’Allençon und Martigné-Briand → Terranjou
2016: Fusion Champ-sur-Layon, Faveraye-Mâchelles, Faye-d’Anjou, Rablay-sur-Layon und Thouarcé → Bellevigne-en-Layon
2015:
- 31. Dezember: Fusion Saint-Aubin-de-Luigné und Saint-Lambert-du-Lattay (Kanton Chalonnes-sur-Loire) → Val-du-Layon
- 15. Dezember: Fusion Chemillé-Melay, Chanzeaux, La Chapelle-Rousselin, Cossé-d’Anjou, La Jumellière, Neuvy-en-Mauges, Sainte-Christine, Saint-Georges-des-Gardes, Saint-Lézin, La Salle-de-Vihiers, La Tourlandry und Valanjou → Chemillé-en-Anjou

2013: Fusion Melay und Chemillé → Chemillé-Melay

## Bevölkerungsentwicklung
| 1962   | 1968   | 1975   | 1982   | 1990   | 1999   | 2006   |
| ------ | ------ | ------ | ------ | ------ | ------ | ------ |
| 11.413 | 11.806 | 12.134 | 13.324 | 14.104 | 14.279 | 15.749 |